# Train, Amour et Crustacés
Pour plus de détails, voir Fiche technique et Distribution.
Train, Amour et Crustacés (It Happened to Jane) est un film américain de Richard Quine, sorti en 1959.

## Synopsis
Veuve et mère de deux enfants, Jane Osgood débute dans le commerce du homard pour subvenir aux besoins de sa famille. Une de ses premières ventes par correspondance est refusée, le chemin de fer l'ayant laissé trop longtemps en souffrance. Avec l’aide de son ami avocat George Denham, elle attaque la compagnie de chemin de fer que dirige l'irascible Malone.

## Fiche technique
- Titre original : It Happened to Jane
- Titre français : Train, Amour et Crustacés
- Réalisation : Richard Quine
- Scénario : Norman Katkov d'après une histoire de Norman Katkov et Max Wilk
- Direction artistique : Cary Odell
- Décors : Louis Diage
- Photographie : Charles Lawton Jr.
- Montage : Charles Nelson
- Musique : George Duning
- Production : Richard Quine ; Martin Melcher (exécutif)
- Société de production : Arwin Productions
- Société de distribution : Columbia Pictures
- Pays d'origine : États-Unis
- Langue : anglais
- Format : Couleur (Eastmancolor) - 35mm - 1,85:1 - son mono
- Genre : Comédie
- Durée : 97 minutes
- Dates de sortie :
  - États-Unis : 5 août 1959 (New York)
  - France : 23 décembre 1959
- Affiche : Georges Kerfyser (France)

## Distribution
- Doris Day  (VF : Claire Guibert) : Jane Osgood
- Jack Lemmon  (VF : Michel Roux) : George Denham
- Ernie Kovacs  (VF : Pierre Leproux) : Harry Foster Malone
- Steve Forrest  (VF : Jean-Pierre Duclos) : Lawrence « Larry » Clay Hall
- Teddy Rooney : Billy Osgood
- Russ Brown  (VF : Paul Ville) : oncle Otis
- Walter Greaza  (VF : Richard Francoeur) : Crawford Sloan
- Parker Fennelly : Homer Bean
- Mary Wickes : Matilda Runyon
- Philip Coolidge : Wilbur Peterson
- Casey Adams  (VF : Raymond Loyer) : Selwyn Harris
- John Cecil Holm (VF : Louis Arbessier) : Aaron Caldwell
- Gina Gillespie : Betty Osgood
- Jayne Meadows : elle-même (panéliste)
- Marcel Hillaire : Le chef